# C100M
C100Mはモトローラ社 (現・モトローラ・モビリティ) の製造によって、携帯電話サービスブランド・auを展開していたIDOとDDIセルラー (いずれも現・KDDI) より発売された第二世代携帯電話(cdmaOne)端末である。

## 概要
当時、IDOとDDIセルラー共同で既に全国統一ブランドとして展開していたauブランドからの発売となった。
デザインはTACS対応端末としてラインナップされていたstarTac シリーズを彷彿とさせるコンパクトでシンプルな折りたたみ型のスタイルが特徴。
機能面では、当時発売の端末群では標準化が進められていたEZweb、PacketOne (データ通信)、Cメール、といった機能が非対応で、音声通話のみというシンプルさが特徴。
着信音は、トーンが4種類・メロディが6曲使用でき、自作曲が10曲登録可能だった。
2012年7月22日、本機の対応するcdmaOneサービス終了に伴い、携帯電話としての使用が出来なくなった。

## 幻の「C306M」
C100Mの発売前後、C306Mという型番の端末の存在が主にインターネット上で囁かれていた。
実際、C100Mの電気通信端末機器審査協会(JATE)認定のおよそ4ヶ月前の2000年2月頃、C306Mという型番の端末がJATEの認定を受けている 。
C100Mとの関係については、筐体を共有する機能違いの端末と思われる。
結局この端末は発売されず、auの端末ラインアップにおいても「306」番は欠番となっている。
発売されなかった理由についてはメーカー及びキャリアからの公式発表は無いが、「C306Mとして企画された端末の開発が上手く行かなかったため、EZwebなどのデータ通信機能を廃しTACS利用者のcdmaOne移行用の端末として再企画されたのがC100M」などと噂されている。
ただ、メーカーの手によってTVCMまで作られているため、少なくともかなりの段階まで発売の準備が進んでいただろう事が窺える。